# The Road to Guantánamo
Pour plus de détails, voir Fiche technique et Distribution.
The Road to Guantánamo (en français « Sur la Route de Guantánamo ») est un docudrame réalisé par Michael Winterbottom sorti en 2006. Il relate l'incarcération dans la prison de Guantánamo, de trois citoyens britanniques originaires de la ville de Tipton, située dans les Midlands de l'ouest, près de Birmingham. Tout a commencé lors d'un séjour en Afghanistan, en 2001, où ils se font arrêter par les forces locales, et ensuite détenir par les forces américaines sur place, pour enfin passer deux années dans le camp de détention de la base navale de la baie de Guantánamo, à Cuba.
La première a eu lieu au Festival International du Film de Berlin le 14 février 2006, et le film est passé à l'antenne pour la première fois au Royaume-Uni sur Channel 4 le 9 mars 2006. Le lendemain, il devint le premier film diffusé simultanément au cinéma, en DVD et sur Internet.
Le film a généralement bien été reçu. Micheal Winterbottom s'est vu attribuer l'Ourse d'argent du meilleur réalisateur, lors du 56e Festival International du Film de Berlin. Le film a remporté l'Independent Spirit Awards du meilleur film documentaire, récompense de cinéma américaine décernée aux films indépendants, lors du Festival du film de Sundance.
Le journal, The Times a critiqué Micheal Winterbottom pour avoir validé les raisons de ce voyage invoquées par les trois hommes, qui à l'époque, s'étaient rendus en Afghanistan, après le 11 septembre 2001, à un moment où la situation était extrêmement dangereuse, due notamment à la présence du groupe Al-Qaïda et des Talibans, pour célébrer le mariage de l'un d'entre eux.
Le tournage s'est déroulé en Afghanistan, au Pakistan et en Iran, car ses paysages sont similaires à ceux de Cuba. Le coréalisateur  Mat Whitecross s'est chargé de la plupart des interviews des véritables ex-détenus.

## Synopsis
Le film relate l'histoire vraie de quatre jeunes Anglais, Ruhal Ahmed, Asif Iqbal et Shafiq Rasul, les « Tipton Three »,,(les trois originaires de Tipton) comme on le voit parfois dans les articles anglophones. Le réalisateur a pour ce docu-fiction décidé d'organiser le film avec des parties purement film, où l'on voit les acteurs, des parties interviews, où les vrais Ruhal, Asif et Shafiq racontent leur histoire et des parties avec des séquences historiques. Cette bande d'amis, dont les parents sont d'origine pakistanaise et bangladaise, se rendent fin septembre 2001, au Pakistan pour célébrer le mariage d'Asif.  C'est à Karachi, lors d'une discussion à la mosquée, qu'ils décident d'aller en Afghanistan juste après le 11 septembre, histoire de voir de leur propres yeux ce qu'il se passe dans la région, (à l'époque, les talibans étaient au pouvoir). Le film composé d'interviews, de séquences historiques relatives à cette période, nous dresse un portrait dramatique de l'expérience des trois amis : depuis leur voyage en Afghanistan jusqu'à leur arrestation et incarcération.
Ruhal, Asif et Shafiq voyagent en camionnette avec deux autres amis, ils traversent la frontière en octobre 2001, au moment même où les forces aériennes américaines commencent à frapper les régions afghanes prises par les talibans. Ils arrivent à Kandahar sans trop de difficultés, et quelques jours plus tard à Kaboul, la capitale. Après environ un mois à errer sans but autour de Kaboul, les « Tipton three » décident de rentrer au Pakistan. Ce jour-là, face au chaos ambiant, les amis malchanceux se trompent d'autocar. Ils vont encore plus loin en Afghanistan et arrivent sur la première ligne de combat entre les Talibans et les rebelles de l'Alliance du Nord, Front uni islamique et national pour le salut de l'Afghanistan. Le convoi de véhicules dans lequel ils se trouvent est ciblé par une frappe aérienne, ils s'en sortent vivant et errent à nouveau dans le pays. À la mi-novembre, près de Baghlân, ils tombent sur un groupe de personnes qui se trouvent être des combattants Talibans et leur demandent de les conduire au Pakistan. Peu de temps après, les trois amis se font capturés par les soldats de l’Alliance du Nord.
Détenus dans une base militaire à Mazâr-e Charîf, les trois amis se font interrogés et affirment qu'ils sont des citoyens britanniques. Comme ils n'ont ni bagage, ni argent, ni passeport, ni tout autre document leur permettant de prouver la vérité, Ruhal, Asif et Shafiq se font directement transférés dans une base militaire américaine. Ils sont emprisonnés dans une prison de l'Armée américaine pendant un mois avec d'autres prisonniers. Ils se font régulièrement interrogés, et battre à certaines occasions par les soldats américains.
En janvier 2002, les « Tipton Three » sont officiellement considérés comme « combattants ennemis » par l'Armée américaine, et sont transférés ainsi que des dizaines d'autres présumés Talibans ou combattants d'Al-Qaïda à Guantánamo, à Cuba. Ils y seront détenus durant les deux prochaines années, en isolement la plupart du temps, sans chef d'accusation ni représentation juridique.
Le film montre plusieurs scènes reproduisant les traitements violents durant les interrogations, l'usage de techniques de torture telles que les positions de soumission, ou les tentatives d'obtention de confessions forcées d'appartenance aux Talibans ou à Al-Qaïda.

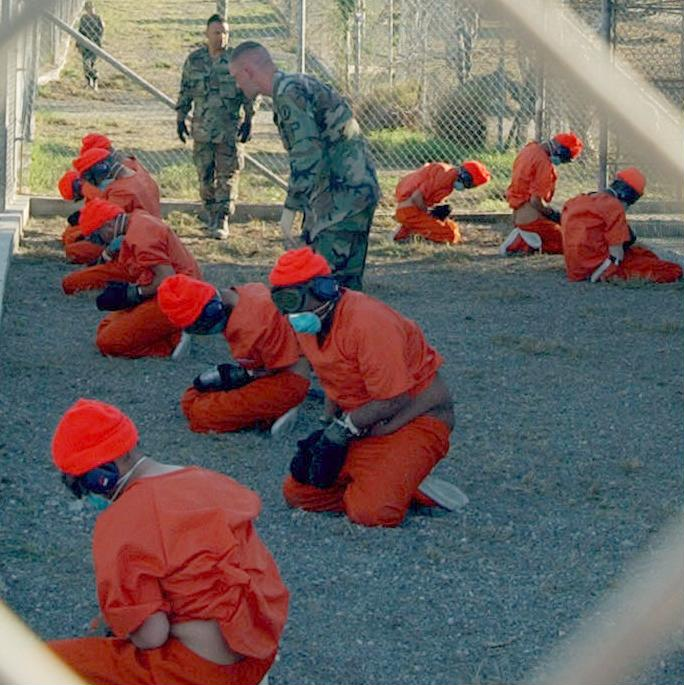
Des détenus de Guantánamo au Camp X-Ray. 11 janvier 2002.

L'isolement continu dans le Camp X-Ray, camp de détention provisoire fermé en avril 2002, ainsi que dans un autre camp. Ils subissent au cours de ces deux années de détention, plusieurs interrogatoires de la part de l'Armée américaine et de la CIA, Central Intelligence Agency.  
Lors d'un incident survenu au Camp X-Ray, un gardien profane le Coran d'un détenu en le jetant à terre pour susciter une réaction de la part des autres détenus. Ruhal témoigne avoir vu un groupe de soldats américains battre sauvagement un prisonnier d'origine arabe, désobéissant et mentalement instable, parce qu'il ne respectait pas leurs ordres. Lorsque Ruhal crie haut et fort que cette pratique viole les Conventions de Genève, les gardes lui rient au nez et lui disent que ces lois ne s'appliquent pas aux traîtres. 
En 2004, les « Tipton Three » sont libérés sans aucun chef d'accusation. Ils sont rapatriés au Royaume-Uni et retourneront un an plus tard au Pakistan pour célébrer le mariage d'Asif, pour lequel ils étaient venus il y a trois années de cela.  

## Fiche technique
- Titre : The Road to Guantánamo
- Réalisateur : Michael Winterbottom
- Producteurs : Mat Whitecross et Michael Winterbottom
- Musique : Harry Escott et Molly Nyman
- Sortie en France : 7 juin 2006
- Durée : 95 minutes
- Accord parental

## Distribution
- Riz Ahmed : Shafiq
- Farhad Harun : Ruhel
- Waqar Siddiqui : Monir
- Afran Usman : Asif Iqbal

## Réalisation
Les scènes de tortures que l'on voit dans le film ont été édulcorées pour le bien des acteurs; selon l'acteur Rizwan Ahmed, ils étaient incapables de supporter la douleur des chaînes au niveau des jambes, malgré le rembourrage. Ils étaient également incapables de rester dans la position de soumission plus d'une heure. Les « Tipton Three » affirment qu'ils pouvaient être laissés dans cette position durant huit heures de suite.
Le tournage a eu lieu en Afghanistan, au Pakistan et en Iran pour simuler Cuba. Mat Whitecross est le co-réalisateur. Il a géré la plupart des entretiens avec les « Tipton Three », qui figurent comme des personnages dans le film. 

## Sortie
L'affiche originale destinée à la promotion du film aux États-Unis a été rejetée par la MPAA, l'équivalent du CSA aux États-Unis. D'après eux, le sac en toile de jute sur la tête du détenu, synonyme de torture, est inapproprié au jeune public. Leur décision a fait l'objet de contestations de la part d'un producteur américain qui estimait que cette affiche n'était pas choquante comparée à certaines affiches de films d'horreur. Toutefois, dans la version finale de l'affiche, seules les mains menottées du détenu sont visibles.
La première s'est faite à Berlin lors du 56e Festival International du Film, le 14 février 2006. Le film a été diffusé pour la première fois au Royaume-Uni sur la chaîne télévisée Channel 4, faisant plus d'1 million et demi de téléspectateurs.
Les autorités iraniennes ont demandé que le film sorte en Iran, ce qui semble assez inhabituel pour un film occidental.
En France, le film est sorti sur les écrans en juin 2006, il n'a pas été classé au box-office. Cela dit on peut trouver sur internet les commentaires critiques d'amateurs de films indépendants.

## Récompenses et distinctions
- Ours d'argent du Meilleur réalisateur au Festival de Berlin 2006